# كارول بروستر
كارول بروستر (بالإنجليزية: Carol Brewster)‏ هي ممثلة أمريكية، ولدت في 25 فبراير 1927 في لوس أنجلوس في الولايات المتحدة.

## وصلات خارجية
- كارول بروستر على موقع IMDb (الإنجليزية)
- كارول بروستر على موقع قاعدة بيانات الفيلم (الإنجليزية)